# Mohammedía
Mohammedía (en árabe: المحمدية; antiguamente, en la época del imperio jerifiano, conocida con el nombre bereber de ⴼⴷⴰⵍⴰ, Fḍala en largo y Fédala en francés) es una ciudad y comuna de Marruecos situada a pocos kilómetros de Casablanca, capital de la prefectura de Mohammedía, perteneciente a Moma.
Alberga la principal refinería de Marruecos, la Samir. En sus suburbios también se encuentra la central térmica más grande del país, que abastece a gran parte de la región de la Gran Casablanca. También alberga el principal puerto petrolero del reino, que abastece al Samir.
Mohammedía es una gran ciudad situada en la costa del océano Atlántico, a 24 km al noreste de Casablanca, la capital económica del reino. El perímetro urbano de la ciudad se extiende sobre 3.320 ha y se sitúa entre las desembocaduras de los ríos El-Maleh y Nfifikh. La ciudad limita al norte con el océano Atlántico, al este y al sur con la provincia de Benslimane y al oeste con el distrito de Sidi Bernoussi. En 2020 tenía una población de 220.455 habitantes.